# Andre d’Espinay
Andre d’Espinay (ur. 1451, zm. 10 listopada 1500 w Paryżu) – francuski duchowny katolicki i polityk. Był arcybiskupem Bordeaux (1479-1500) i Lyonu (1488-1500) oraz gubernatorem Paryża. W 1489 dzięki rekomendacjom króla Francji Karola VIII uzyskał nominację kardynalską z tytułem prezbitera Santi Silvestro e Martino ai Monti. Towarzyszył Karolowi VIII w jego inwazji na Italię. Po bitwie pod Fornone w 1495 powrócił do Francji. Od października 1499 do maja 1500 był administratorem archidiecezji Aix.